# Ernst Fast
Ernst Robert Efraim (Ernst) Fast (Stockholm, 21 januari 1881 - Husby-Ärlinghundra, 26 oktober 1959) was een Zweedse langeafstandsloper. Hij werd tweemaal Zweeds kampioen op de 10.000 m. Hij nam eenmaal deel aan de Olympische Spelen en won hierbij één medaille. Ook had hij het nationale record in handen op de 5000 m en de 10.000 m.

## Loopbaan
Fast behaalde zijn eerste succes in 1899 met het winnen van de 10.000 m bij de Zweedse kampioenschappen. Deze titel won hij ook in 1904 alsmede de onofficiële kampioenschappen langeafstandslopen. Zijn marathondebuut bij de Olympische Spelen van 1900 in Parijs eindigde in een debacle. De wedstrijd over 40,260 km werd gelopen in zeer warme omstandigheden. Hij lag op de eerste plek, maar nam een verkeerde afslag en eindigde uiteindelijk op een derde plaats. Volgens een mythe werd hij de verkeerde kant op gewezen door een politieagent uit Marseille, die de weg in Parijs niet goed kende. De wedstrijd werd gewonnen door Michel Théato met een tijd van 2:59.45.
Ernst Fast werkte als elektrotechnicus.

## Titels
- Zweeds kampioen 10.000 m - 1899, 1904
- Deens kampioen marathon - 1902

## Persoonlijke records
| Afstand  | Tijd                | Jaar |
| -------- | ------------------- | ---- |
| 5000 m   | 15.45,8 (nat. rec.) | 1904 |
| 10.000 m | 32.56,0 (nat. rec.) | 1904 |
| marathon | 2:50.30             | 1902 |

## Palmares

### 10.000 m
- 1898:  Zweedse kamp.
- 1899:  Zweedse kamp. - 35.25,4
- 1904:  Zweedse kamp. - 32.56,0

### marathon
- 1989: 4e Deense kamp. - 3:11.31
- 1900:  OS - 3:37.14
- 1902:  Deense kamp. - 2:50.30